# Op. cit.
op. cit. はラテン語の opus citatum もしくは opere citato の省略形で、「提示した作品」もしくは、「提示した作品より」の意味を持つ。この語は、脚注や尾注や引用や参考文献において、既出の文献と同じ出典から参照する際に使用する。Ibid. や Idem が直前に示した文献と同じ文献を示すのに対し、op. cit. は、参考文献中の同じ著者の文献で直前に出たものを示す。また、loc. cit. は今日では稀にしか使用されない。

## 例
- 9. R. Millan, "Art of Latin grammar" (Academic, New York, 1997), p. 23.
- 10. G.Wiki "Blah and its uses" (Blah Ltd., Old York, 2000), p. 17.
- 11. Millan, op. cit., p. 5.

上記の場合、参考文献の11番は、Millan著の文献で直前に出ているものが9の文献であるため、9番と同じ文献を示し、参照先のページが違うことも示している。